# ۴۳۰ وست رکوردز
۴۳۰ وست رکوردز (انگلیسی: 430 West Records) شرکت نشر موسیقی آمریکایی است، که در سال ۱۹۹۱ تأسیس شد.